# Cosme San Martín

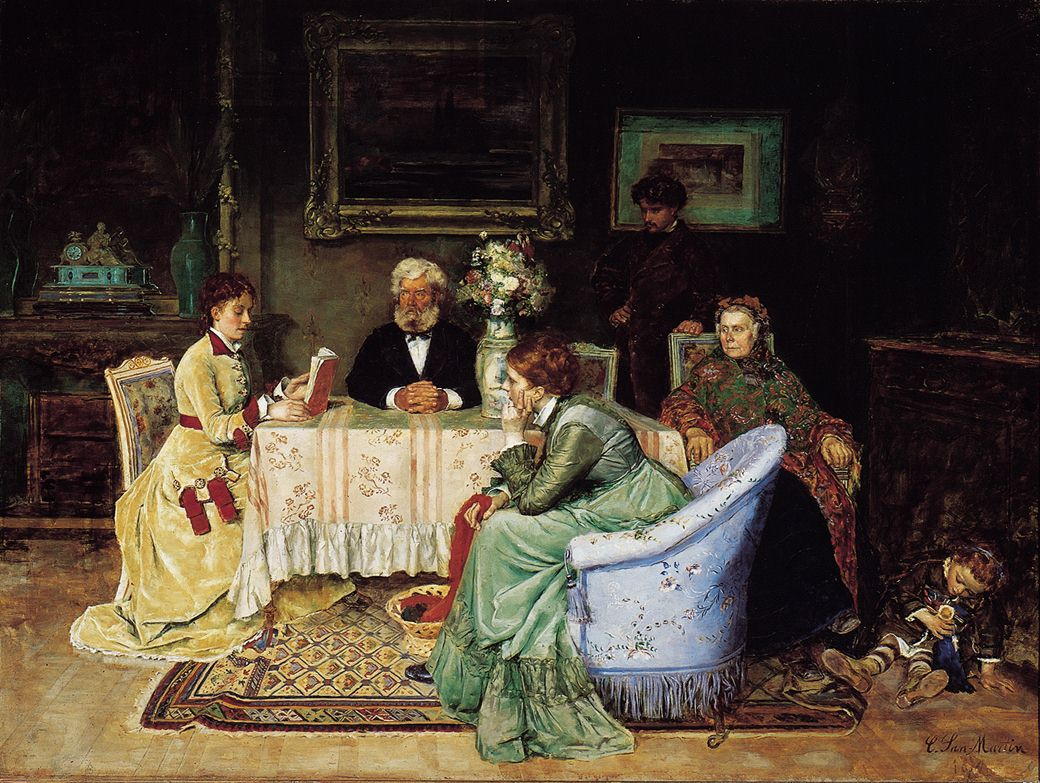
La lectura (1874) obra de San Martín conservada en el Museo Nacional de Bellas Artes (Chile), que fue expuesta con cierto éxito en el Salón de París en 1879

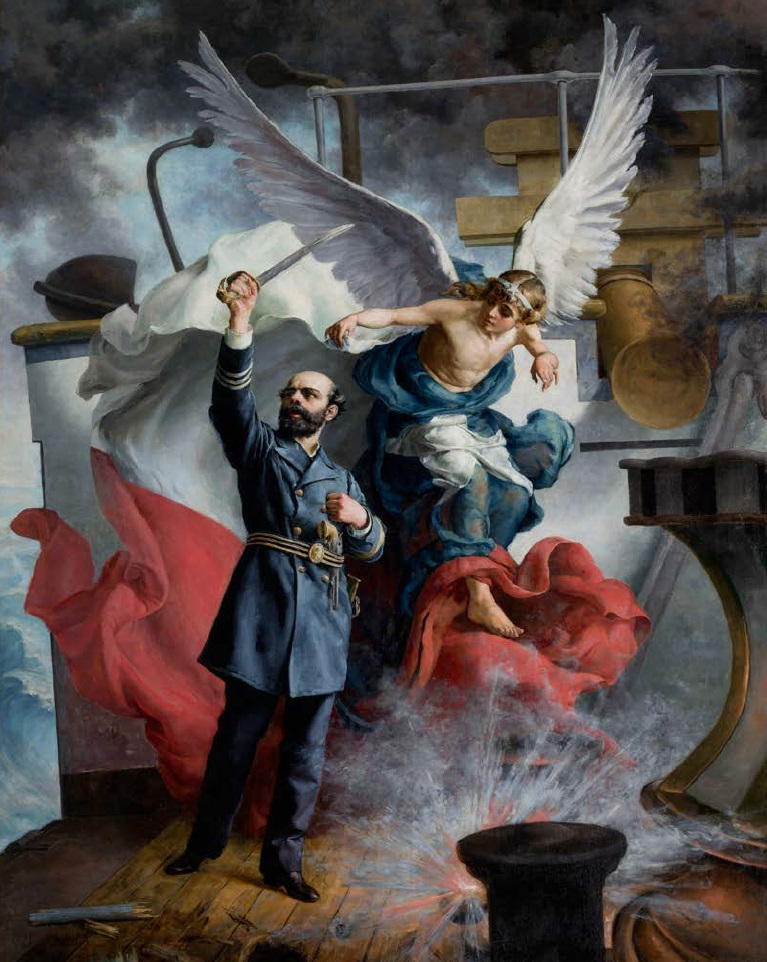
Prat guiado al sacrificio por el genio de la Patria por Cosme San Martín

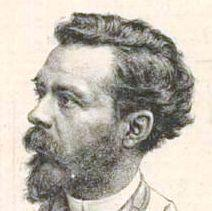
Cosme San Martín, caricatura de Luis Fernando Rojas (detalle de la portada de La Revista Cómica, 1896)

Cosme San Martín Lagunas (Valparaíso, 27 de septiembre de 1849-Santiago, 1 de abril de 1906) fue un pintor chileno, Fue el cuarto director de la Academia de pintura de Chile y el primer chileno en dicho cargo. Su repertorio plástico fue muy amplio y abarcó retratos de encargo, cuadros de interior, temas históricos, alegorías y también flores, marinas y naturalezas muertas.

## Biografía
A los 15 años se trasladó a Santiago de Chile para estudiar en la Academia de Bellas Artes, donde fue compañero de Pedro Lira y Onofre Jarpa. Entre sus maestros destacan Alejandro Ciccarelli y Juan Mochi quienes influyeron en el joven discípulo, que a los 18 años fue nombrado profesor de dibujo elemental en la Academia de Bellas Artes de Chile.
Con su obra Jesús y María Magdalena ganó el concurso que le permitió obtener una beca a Europa. En 1875 viajó a París, donde acudió al taller del español Juan Antonio González (1842-1914), también maestro de Pedro Lira. Participó en algunas exposiciones en la capital francesa y en el Salón de la Sociedad de Artistas Franceses, donde su cuadro El reposo de la modelo cosechó muy buenas críticas en 1880 y fue incluido en el diccionario del Salón.
Permaneció en Europa durante diez años. A su regreso de Europa fue nombrado director subrogante de la Academia de Bellas Artes de Chile, sucediendo en el cargo a Juan Mochi. Fue un notable y dedicado maestro, con el que sus alumnos siempre tuvieron una íntima relación y de una tremenda generosidad artística que sus discípulos siempre recordaron.
Cosme San Martín falleció en Santiago en 1906, de un ataque al corazón, a los 56 años, a causa de un paro cardíaco mientras pronunciaba un discurso de despedida a su alumno Fernando Thauby, quien partía becado a Europa.

## Su Obra
El repertorio plástico de Cosme San Martín fue muy amplio y abarcó retratos de encargo, cuadros de interior, temas históricos, alegorías y también flores, marinas y naturalezas muertas. Fue un realista que perfeccionó el detalle y el carácter minucioso, pero sin caer en un figurativismo sentimental a pesar de su gusto por las escenas interiores.
En Europa fueron justamente el tema de las escenas familiares y el histórico, los que más perfeccionó, así nacieron obras como Maternidad, La apoteosis de Prat y La lectura. Esta última tela de gran formato representó un tema muy del gusto de la pintura romántico-realista.
Dentro de la tendencia naturalista y académica de la pintura chilena, Cosme San Martín ocupó un lugar preponderante por la precisión de su dibujo, la fuerza plástica que supo imprimir a sus figuras y las diferentes calidades que otorgó a los elementos de sus cuadros. 

## Galería de obras

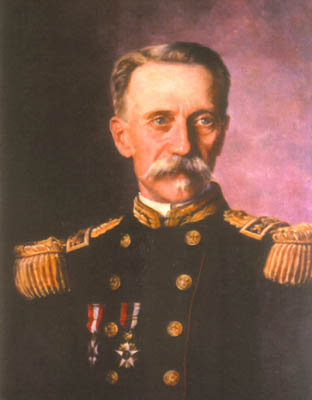
General Adolfo Holley.
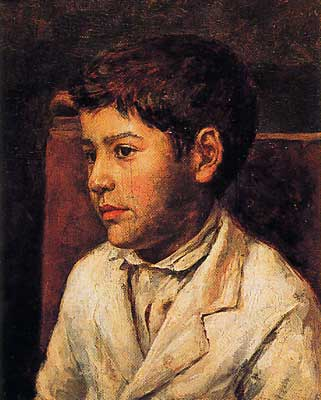
"El niño de la chaqueta blanca".
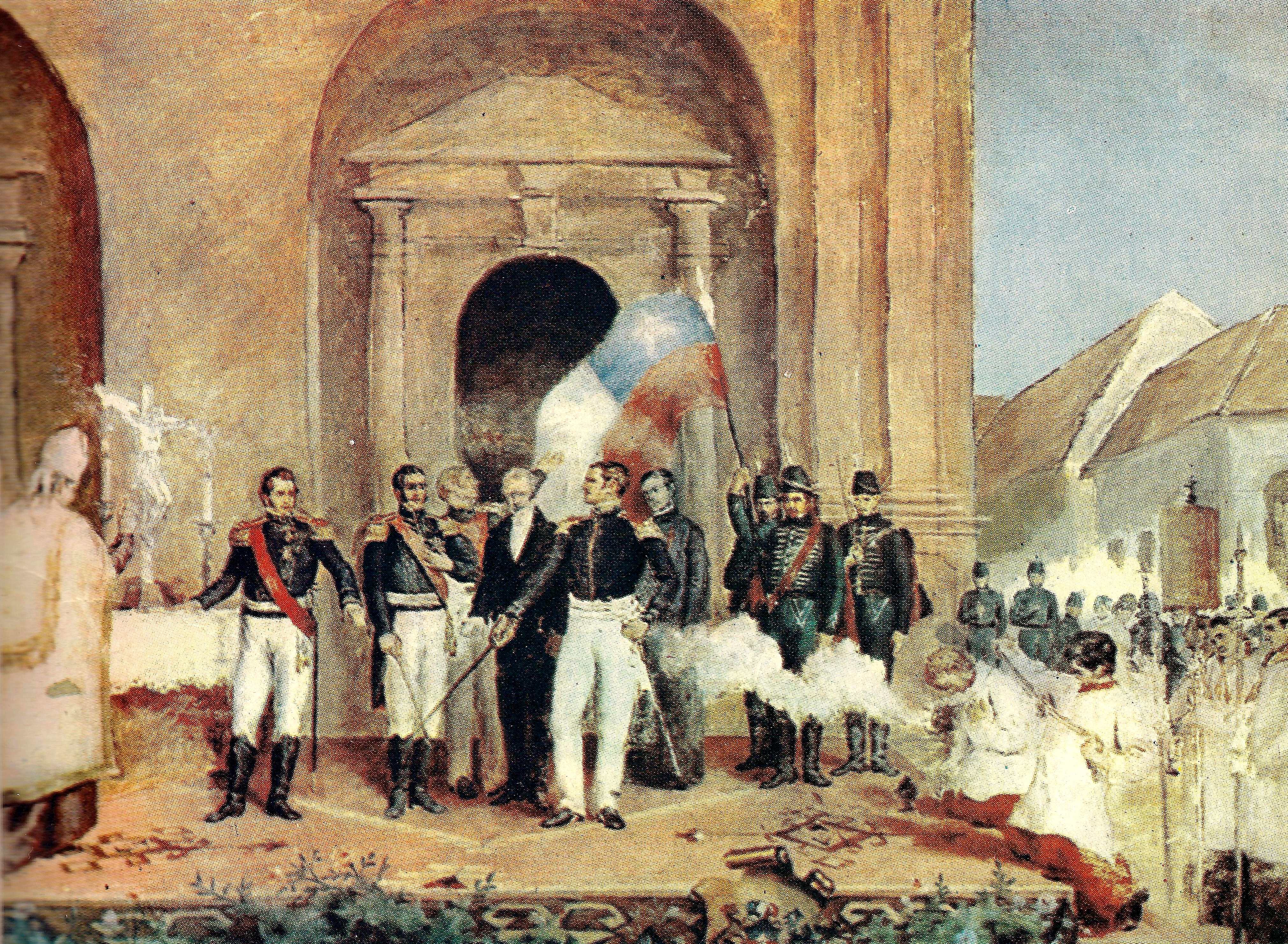
"Jura Independencia Chile".
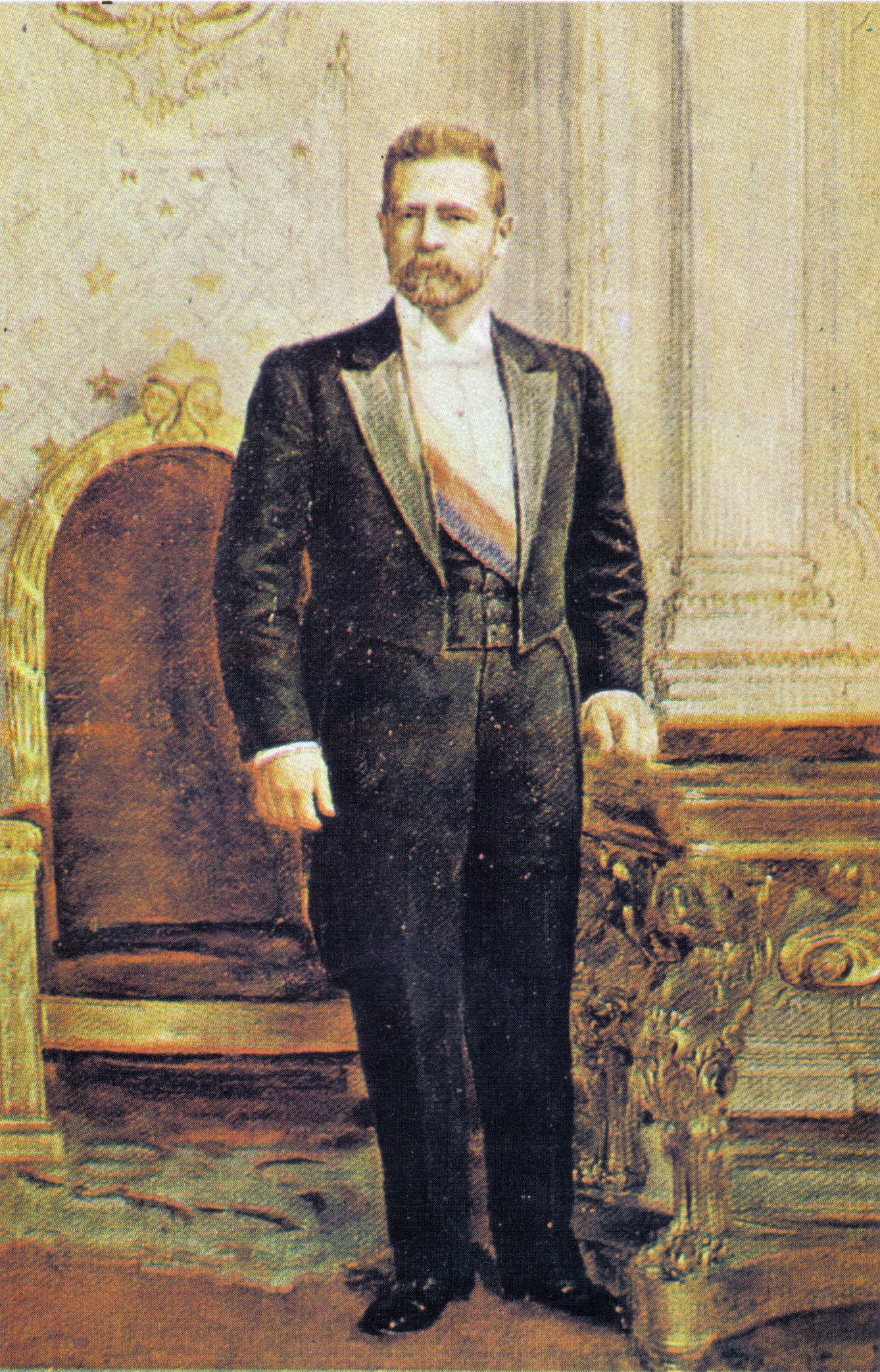
Presidente Germán Riesco Errázuriz.
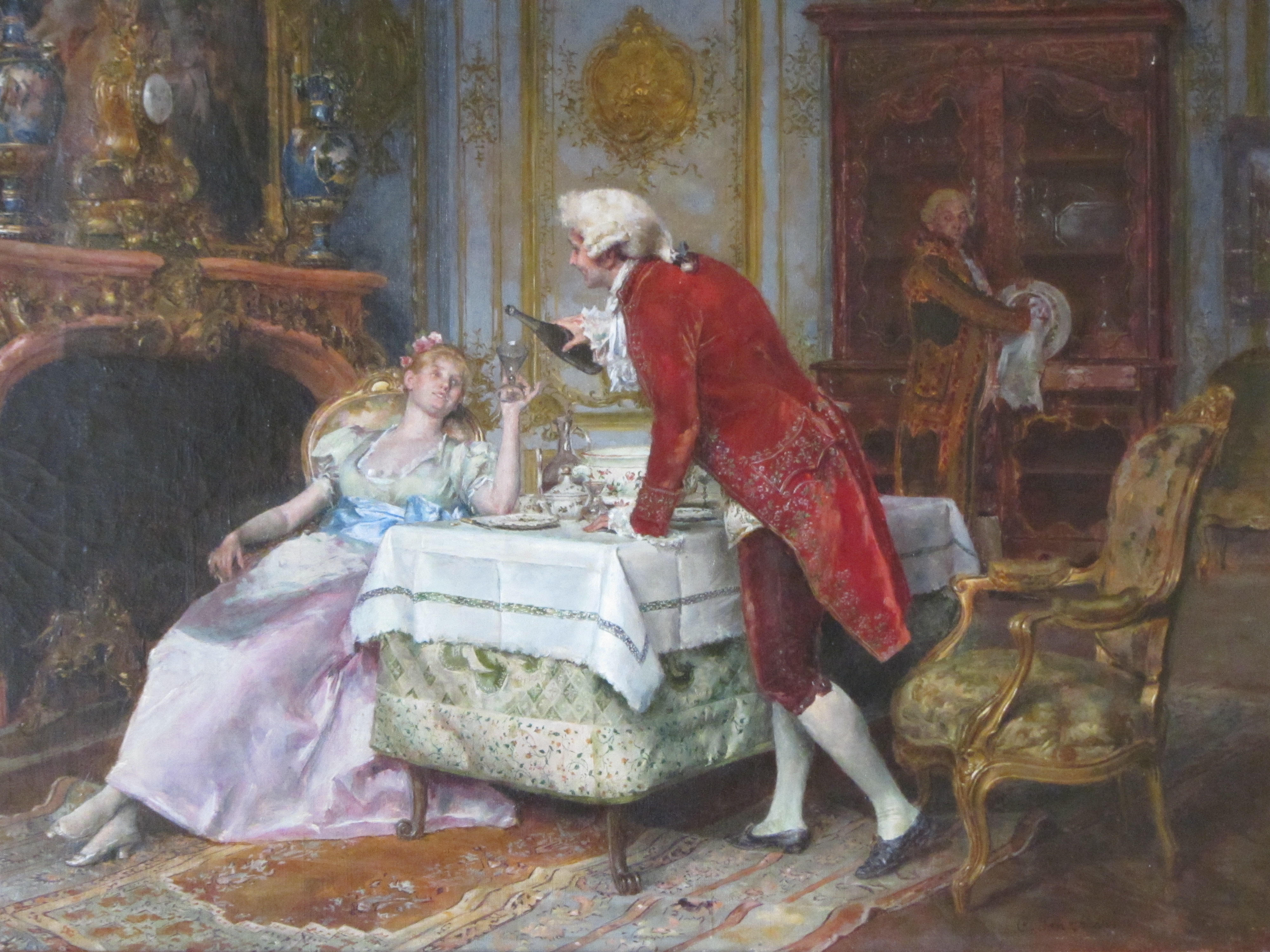
Idilio en los tiempos de Luis XV.
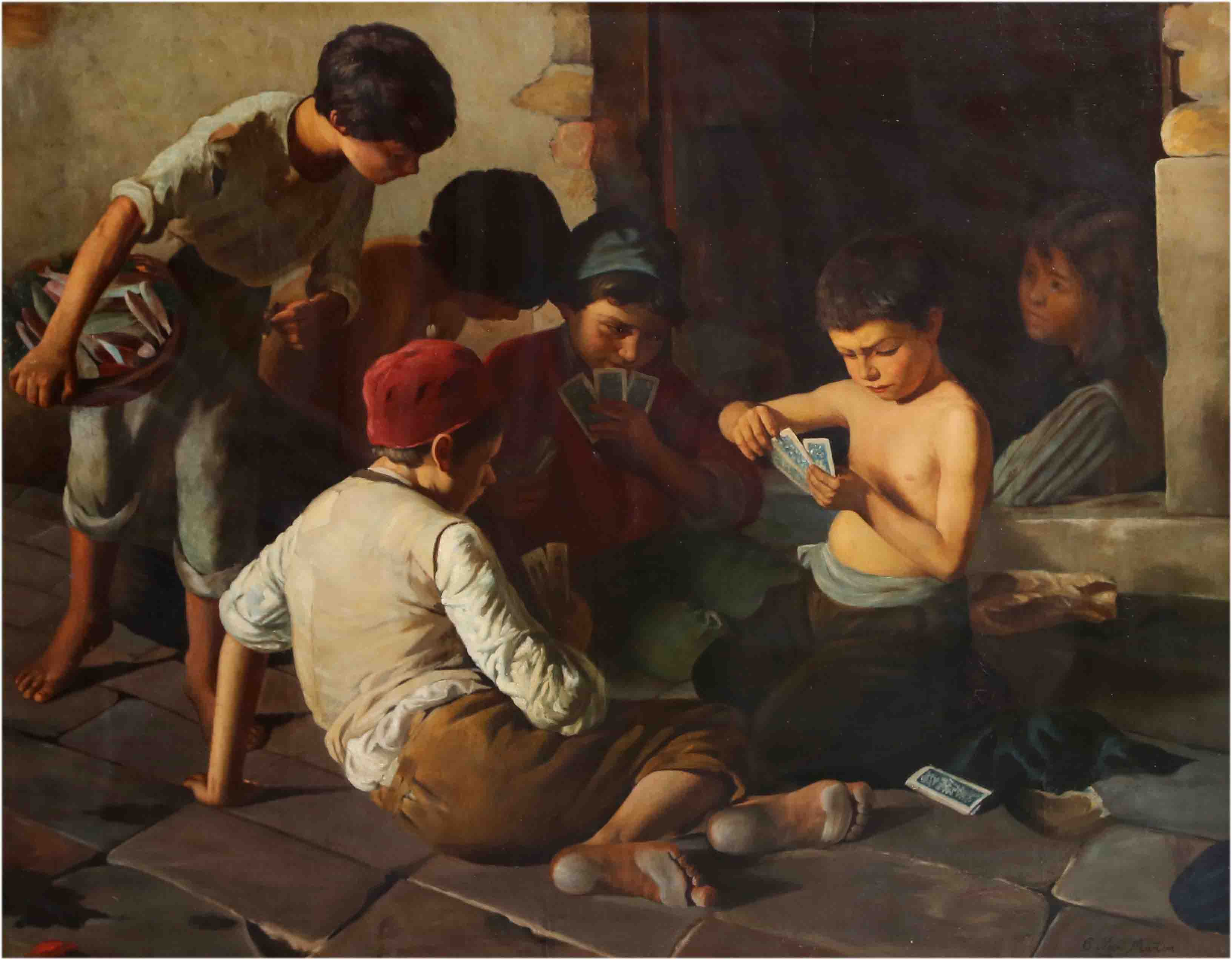
Jugando Brisca.